# Briaraea scolopendra
Briaraea scolopendra är en ringmaskart som beskrevs av Jean René Constant Quoy och Joseph Paul Gaimard 1827. Briaraea scolopendra ingår i släktet Briaraea och familjen Tomopteridae. Inga underarter finns listade i Catalogue of Life.